# Tomiyamichthys russus
Tomiyamichthys russus là một loài cá biển thuộc chi Tomiyamichthys trong họ Cá bống trắng. Loài cá này được mô tả lần đầu tiên vào năm 1849.

## Từ nguyên
Tính từ định danh russus trong tiếng Latinh nghĩa là "đỏ", hàm ý đề cập đến phần thịt có màu cá hồi (đỏ cam nhạt) của loài cá này.

## Phân bố và môi trường sống
Từ quần đảo Yaeyama (Nhật Bản) và Hồng Kông (Trung Quốc), T. russus có phân bố trải rộng trên khắp Đông Nam Á, bao gồm Việt Nam (vịnh Hạ Long và vịnh Nha Trang), Thái Lan (tỉnh Ranong và tỉnh Songkhla), Malaysia (đảo Penang), Indonesia (các đảo Sumatra và Sulawesi), Philippines (đảo Palawan và Cebu), phía đông đến Papua New Guinea (vịnh Milne và New Britain), phía tây đến quần đảo Andaman.
T. russus sống trên nền đáy bùn ở độ sâu đến khoảng 20 m, nhưng thường được tìm thấy gần các cửa sông có độ sâu khoảng 5 m.

## Tình trạng phân loại
Lỗ trên xương trước nắp mang, số lượng vảy cá và màu sắc có sự khác biệt giữa các quần thể T. russus. Ở Nhật, một số mẫu vật có 2 lỗ ở mỗi bên trước nắp mang, số khác có đến 3 lỗ, thậm chí nhiều mẫu lại có 2 lỗ ở bên này và 3 lỗ ở bên kia. Tương tự như vậy, trong mẫu vật ở Andaman, không thể xác định được các lỗ trước nắp mang, tuy nhiên số lượng vảy của mẫu Andaman trùng khớp với mẫu Nhật, Việt và Thái. Để hiểu rõ hơn về phân bố và các biến dị kiểu hình của chúng, cần có những phương pháp liên quan đến mã vạch DNA.

## Mô tả
Chiều dài cơ thể lớn nhất được ghi nhận ở T. russus là 12 cm. Loài này có màu trắng xám với bốn đốm đen lớn dọc theo giữa bên đến gốc vây đuôi. Lưng có các vệt nâu không đều. Nắp mang có vệt nâu sẫm. Đầu có vạch nâu sẫm ngay dưới mắt, nhiều chấm cam viền đen bao phủ. Vây lưng trước có một đốm đen viền trắng rất lớn ở cuối.
Số gai vây lưng: 7; Số tia vây lưng: 10; Số gai vây hậu môn: 1; Số tia vây hậu môn: 10; Số gai vây bụng: 1; Số tia vây bụng: 5; Số tia vây ngực: 17–19.

## Sinh thái
T. russus sống cộng sinh trong hang với tôm gõ mõ Alpheus.